# Stadniki (rejon jaworowski)
Stadniki (ukr. Стадники) – wieś na Ukrainie, w rejonie jaworowskim obwodu lwowskiego.

## Historia
Dawniej przynależne administracyjnie do gminy Szkło (powiat jaworowski) w województwie lwowskim. Parafia rzymskokatolicka w Jaworowie pw. śś. Piotra i Pawła.